# پر لینبری
پر لینبری (سوئدی: Per Lindberg; ۵ مارس ۱۸۹۰ – ۷ فوریهٔ ۱۹۴۴) کارگردان نمایش، کارگردان فیلم اهل سوئد بود. وی کارگردان فیلم‌هایی همچون شب ژوئن بوده است.